# Sapho orichalcea
Sapho orichalcea är en trollsländeart som beskrevs av Mclachlan 1869. Sapho orichalcea ingår i släktet Sapho och familjen jungfrusländor. IUCN kategoriserar arten globalt som livskraftig. Inga underarter finns listade i Catalogue of Life.